# 베르나르두스 (이탈리아)

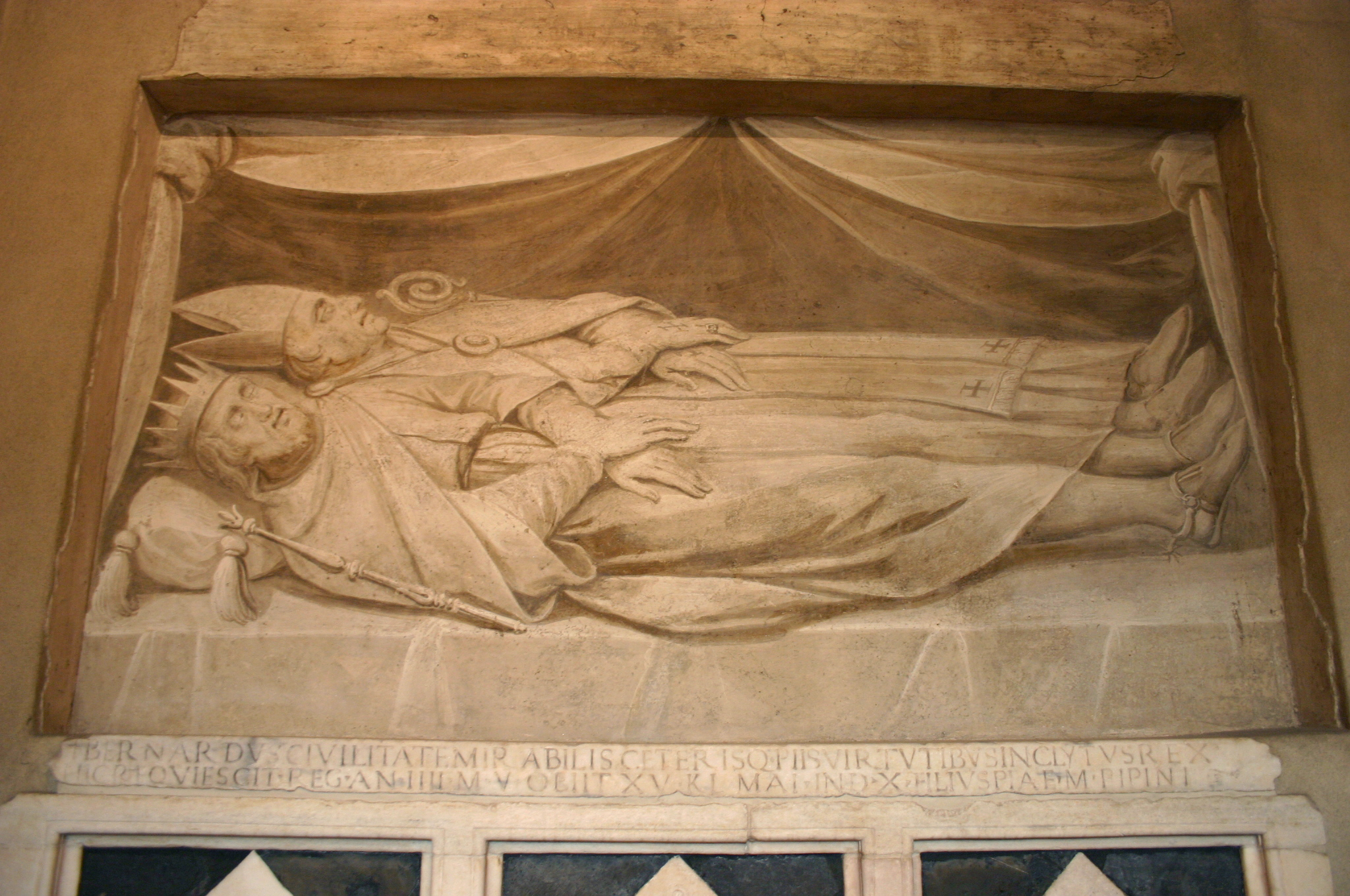
이탈리아 밀라노에 있는 베른하르트의 기념 프레스코화

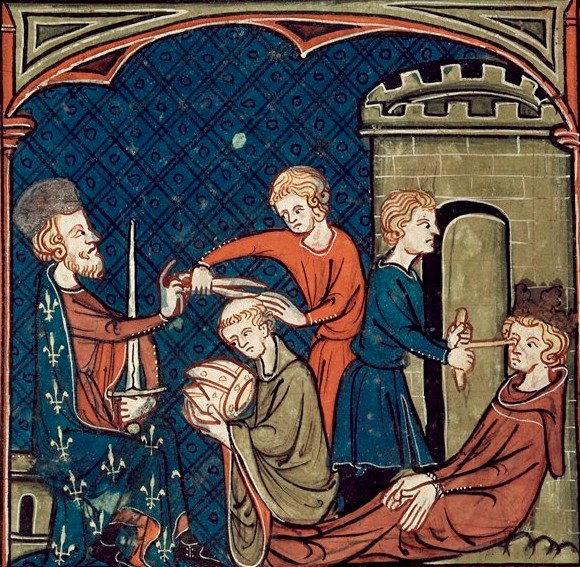
루트비히 1세에 의해 장님이 되는 형벌을 받는 베른하르트
(14세기 작, 작자미상)

베른하르트 1세(Bernhard I of Italy, 797년 ~ 818년 4월 17일)는 카롤링거 왕조 출신 이탈리아와 롬바르디아의 왕으로 샤를마뉴의 손자이자 이탈리아의 왕 피피노와 쿠니군데의 아들이다. 810년부터 818년까지 재위하였다. 그는 프랑크 왕국에서 독립하여 독자적인 이탈리아 정권을 수립하려 했다 한다.
810년 롬바르디아의 왕으로 임명된 뒤 812년 이탈리아로 파견되었다. 814년 할아버지 샤를마뉴의 사후 이탈리아 왕을 상속받았다. 그는 생전 자신을 Rex Langobardorum이라 하였다. 그러나 자신이 황제가 되지 못한 것과 롬바르드 분봉왕 외에 다른 영지를 받지 못한 것에 반발하여 독자적 정권을 세우려 했으며, 817년 군사를 일으켜 숙부 루트비히 1세가 로타르 1세를 후계자로 내정하자, 반기를 들었으나 실패하고 체포되었다. 818년 4월 루트비히 1세는 화해하는 척하며 그를 초대한 뒤, 눈을 뽑아 장님으로 만들었고, 그 후유증으로 사망했다.
그의 서자 피핀은 베르망두아 백작이 되었고 이후 베르망두아 백작가를 창설했다. 베르망두아 백작가는 카롤링거 왕조가 단절되고 서프랑크 계열의 오토가 사망한 뒤에도 13세기까지 후손을 이어갔다.

## 생애

### 어린 시절
베른하르트는 샤를마뉴 대제의 둘째 아들이자 롬바르디아의 왕인 피피노 카를로만과 그의 아내 쿠니군데의 아들로, 현재의 오트프랑스 지역에서 출생하였다. 쿠니군데는 샤를마뉴의 삼촌이자 샤를마뉴 집권 초기에 국방대신을 지낸 베른하르트의 손녀였다. 일설에 베른하르트는 피피노 카를로만의 적자가 아니라 크라토이스(Chrotais)라는 다른 여성에게서 나온 서자 또는 사생아라는 설도 있다. 독일의 사학자 루돌프 슈프뢰퍼(Rudolf Schieffer)는 그를 피피노 카를로만의 사생아로 보았다. 프랑스의 역사학자이자 계보학자인 크리스티안 스티파니(Christian Settipani)는 갈리아 지역의 문서를 인용, 그가 사생아였을 가능성이 있다고 보았다. 친 자매들인지 이복 자매들인지는 불분명하나 아델라이드(Adelaide), 아텔라(Atala), 쿠네군다(Gundrada), 베르타, 테오도라다(Theotrada) 등의 누이들이 있었다.
810년 아버지 피피노 카를로만이 6개월간의 베네치아 원정 중에 얻은 신장 질환과 말라리아로 추정되는 병의 합병증으로 일찍 죽으면서 조부 샤를마뉴의 손에 양육되었고, 814년 샤를마뉴 사후 롬바르디아 분국을 상속받았다. 동시에 샤를마뉴는 810년 피피노 카를로만이 죽은 직후 프랑크 제국의 아헨 제국 의회에서 손자 베른하르트의 롬바르디아 지역 상속권을 통과시켰다.
812년 할아버지 샤를마뉴에 의해 랑고바르드의 왕(Rex Longobardorum)에 임명하고, 그는 이탈리아로 갔다. 아인하르트에 의하면 812년 할아버지 샤를마뉴는 풀다 대 수도원에 있던 베른하르트를 롬바르디아를 통치자로 만들기 위해 그를 롬바르디아로 보냈다 한다. 샤를마뉴는 곧 그의 후견인이자 섭정으로 베네틱토회 출신 성직자 발라(Vala 또는 왈라Wala)를 그에게 딸려보냈다. 샤를마뉴는 왈라 등을 통해 그를 통제하는 한편, 그의 통치를 옆에서 보좌하도록 했다.

### 롬바르디아의 왕
813년 4월 그는 롬바르디아의 왕으로 인정되었다. 샤를마뉴는 자신의 사촌이자, 카를 마르텔의 손자이며 베른하르트 공작의 아들 아달하르트(Adalhard)를 이탈리아로 보내 베른하르트의 후견인으로 삼게 했다. 아달하르트는 베른하르트에게 부계로도 할아버지뻘 되는 친척이었지만, 외가 쪽으로도 가까운 친척이었다.
813년 9월 11일 베른하르트는 아헨을 방문, 카를 대제로부터 롬바르드의 왕으로 공식 승인받았다.
814년 조부 카롤루스 대제가 늑막염과 우울증 등으로 사망하고 루트비히 1세가 즉위하자, 그는 숙부 루트비히 1세에게 충성을 맹약하였다. 곧 루트비히 1세는 이탈리아 분봉왕 작위에 임명하였다.
그는 프랑크 왕실에 의해 일정 지위를 인정받았다. 경건왕 루트비히는 그의 이탈리아 지역의 통치권을 승인했다. 숙부 경건왕 루트비히는 815년 일부 롬바르디아의 귀족이 교황을 암살하려 했다는 첩보를 받았을 때 그를 파견하기도 하였다. 816년 무렵까지도 베른하르트와 경건왕 루트비히의 관계는 우호적이었다. 816년 11월의 한 공식 문서에서 경건왕 루트비히는 그를 '우리의 사랑하는 아들'(dilectus filius noster)이라 칭하기도 했다.
한편 루트비히는 제국 분할령에 따라 그에게 이탈리아 지역을 양도하려 했다. 그러나 루트비히의 황후 에르망가르트는 자신의 장남인 로타르 1세에게 이탈리아를 주지 않은 것에 불만을 품기도 했다. 결국 로타르 1세가 이탈리아의 분국왕이 되고, 나머지 다른 형제들과 베른하르트는 그냥 분국 하나를 받는 분봉왕의 지위를 얻게 되었다. 한편 베른하르트보다 자신의 아들들에게 더 유리한 상속을 받게 하도록 루트비히 1세에게 황후 에르멘가르트가 뒤에서 막후 역할을 했을 것이라는 추정도 있다. 그러자 베른하르트는 분봉왕 외에 다른 영토도 받지 못한 점 등에 대해 분개했고, 일부 성직자들은 그가 음모를 꾸미고 있다고 루트비히 1세에게 밀고하였다.

### 반란과 진압
817년 7월 루트비히 1세는 아헨에서 자신의 아들 중 한 명을 이탈리아 왕으로 앉히기 위해, 베른하르트의 이탈리아 왕의 지위와 롬바르디아 통치권 승인 철회를 선언했다. 이때까지도 루트비히에게 별 큰 저항이 없었던 그에 대한 조치의 이유는 알려져 있지 않다. 이는 루트비히 1세의 본처 에르망가르드가 뒤에서 영향을 행사한 것으로 추정된다. 그해 8월 경건왕 루트비히는 아헨에서 제국칙령(Ordinatio Imperii)을 발표, 후계자 겸 공동 황제로 로타르 1세를 선정한다.
817년 8월의 제국 칙령에서 자신이 롬바르드 분봉왕 외에 다른 영토도 받지 못한 점, 황제 후계자가 되지 못한 것 등에 반발한 그는 숙부 루트비히 1세에게 반기를 들었으나 실패했다. 베른하르트의 주요 불만은 자신이 하위 왕(Sub-king)으로서 로타르 1세의 가신이 되어야 한다는 점 때문이었다. 한편 베른하르트가 이탈리아에서 독립적인 정권을 수립하려 한다는 사실을 경건왕 루트비히에게 제보하였다.
베른하르트가 군사를 일으키기는 했지만 그는 처음에는 움직이지 않았다. 일설에는 그가 처음부터 반란을 할 마음이 없었다는 설도 있다. 그러나 817년 12월 밀라노의 주교 안셀름(Anselme), 크레모나의 울보드(Wolvod) 등은 그에게 루트비히를 상대로 저항하도록 병력과 무기를 제공하였다. 베른하르트의 군사는 알프스산맥 넘어서까지 점령했지만, 살롱-쉬-사온느에서 루트비히 1세 군에 대패하고, 베른하르트 자신은 포로로 사로잡혔다.

### 최후
베른하르트를 잡아 아헨의 엑스라샤펠(Aix-la-Chapelle)로 이송되었다로 데려간 루트비히 1세는 일단 그에게 사형을 선고하였으나 집행하지 않고, 장님이 되는 형벌로 감형하였다.
818년 봄 경건왕 루트비히는 아헨에서 의회를 소집, 베른하르트를 도운 귀족과 성직자들에 대한 재판을 하였다. 루트비히는 베른하르트의 협력자들, 그를 도운 성직자들을 처벌하였다. 귀족 및 평신도 공모자들은 눈을 멀게 하는 형벌을 받았고, 베른하르트에게 협력하거나 군사를 지원한 가톨릭 성직자들은 사제직을 박탈당하고 투옥되었다. 오를레앙의 테오둘프(Theodulf of Orleans) 주교는 투옥당한 뒤 곧 죽었다. 그 외에도 경건왕 루트비히는 베른하르트에게 협력했을 것으로 의심되는 인사들을 체포하여 가혹하게 다루었다.
얼마 뒤 818년 4월 15일 루트비히 1세는 화해하는 척하며 그를 샬론 쉬르 손(Chalon-sur-Saône)에 초대하였다가 체포, 눈을 뽑아 장님으로 만들었다.
밀라노로 되돌아간 베른하르트는 818년 4월 17일 부상의 후유증으로 사망하였다. 일설에는 장님이 되는 형벌을 받은지 이틀 혹은 삼 일 만에 끔찍한 고통으로 사망했다는 설도 있다. 한편 베른하르트에게 협력했던 귀족 프랑크 백작 레니에르는 같은 날 처형되었다.

### 사후

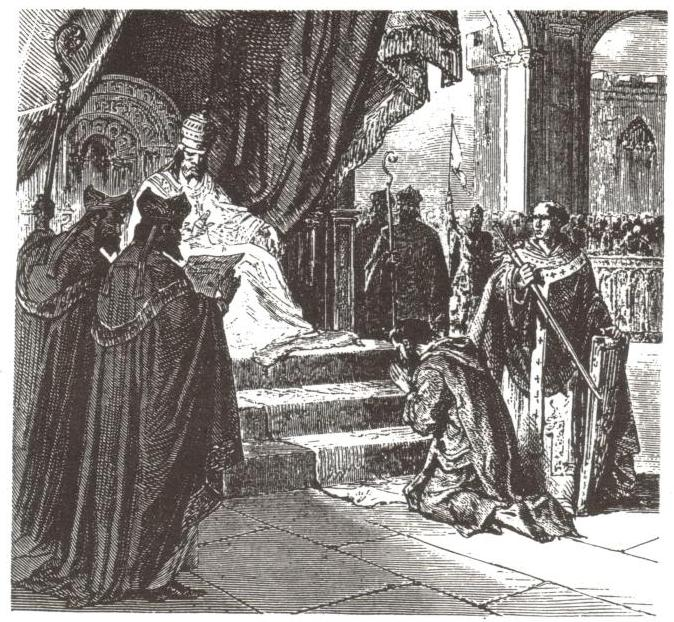
아팅기 수도원에서 공개 참회식을 하는 루트비히 경건왕, 앉은 이는 교황 파스칼 1세

그가 경건왕 루이 드 데보네르에 의해 두눈이 뽑히고 장님이 되어 병을 얻어 죽은 일로, 그의 후예들은 경건왕 루이 드 데보네르의 후손들에게 대대로 앙심을 품게 된다. 이후 경건왕 루트비히 1세의 아들들 사이에서 영토 분할을 정할 때, 베른하르트의 후손에 대한 상속분은 고려되지 않았다. 베른하르트의 시신은 밀라노 주 밀라노 시의 성 암브로지오 바실리카(Basilica of Sant'Ambrogio)에 안치되었다. 그러나 그의 석관은 실전되었다.
베른하르트를 제거한 뒤 그의 삼촌 경건왕 루트비히 1세는 자신의 이복 형제인 드로고, 후고, 테오도리히 등을 수도원에 보내 사제로 만들고 이복 여동생, 친 누이들을 수녀원으로 보냈는데, 이는 다른 카롤링거 혈통의 방계가 자신에게 도전하는 것을 예방하려는 것이었다. 그밖에 종조부 베른하르트의 후손들 등 기타 친척들 역시 사제로 만들었다.
그가 죽은 뒤 822년 루트비히 1세는 유월절 때 아르덴의 부지에(Vouziers)와 아팅기(Attigny)의 수도원에서 교황 파스칼 1세 앞에서 베른하르트가 죽은 것과 충실한 조언자인 베네딕트의 병사 등 대해 자신의 부덕함을 탓하는 공개 참회와 속죄 의식을 올리기도 했다. 그러자 귀족들과 제후들은 황제의 행동을 이해할 수 없다거나 황제는 나약한 인물이 아니냐며 조소하였다. 그러나 다른 이들은 베른하르트의 계획이 왕국의 안정에 심각한 위협이되었고, 루트비히의 반응은 잘못이 아니라는 반응을 보이기도 했다. 경건왕 루트비히 1세는 아팅기에(Attigny)의 재판정에서 그때까지 투옥 중이던 베른하르트의 다른 동조자들을 석방하였다. 한편 베른하르트의 사건 이후로 경건왕 루트비히의 위신은 심하게 실추되었다.

## 가족 관계
그는 813년경 무렵 쿠니군데와 결혼하였다. 그의 처 쿠니군데의 정확한 출신은 알려져 있지 않으나, 헤리베르트(Heribert)의 딸이자 기욤 드 젤론(Guillaume de Gellone)과 쿠니군데 부부의 손녀로 추정된다. 서자 피핀은 840년 무렵 세느 강 북쪽으로 이주했고, 북부 페로네와, 파리 인근 지역의 백작을 역임했다. 서자 피핀의 후손들은 후일 서프랑크 왕국과 프랑스 왕국에서 베르망두아 백작가문을 형성하였다. 한편 그의 서자인 피핀의 후손들은 왕위 계승권에서 제외되었다.
- 증조부 피핀 3세
- 할아버지 카롤루스 대제
- 할머니 힐데가르트 드 빈츠가우(Hildegarde de Vintzgau, 750년경 ~ 783년 4월 30일)
- 아버지 피피노 카를로만(Pipino Carlomann, 771년 4월 3일 ~ 810년 7월 8일)
- 어머니 쿠니군데(Cunigunde of Parma), 베른하르트 공작의 손녀
  - 누이 아델라 또는 아델하이트(Aeda or Adelais, 798~810)
  - 매부 빌룽(Billung), 작센 공작(Princeps in Saxon)
    - 외조카 오다(Oda, 816경~903)
    - 외조카사위 리우돌프

  - 누이 쿠네군다(Gundrada)
  - 누이 베르타
  - 누이 테오도라다(Theotrada)
- 부인 쿠니군데(Cunegonde, 835년 6월 15일 이후 사망)
- 후궁 이름 미상
  - 서자 피핀 2세(Pepin II de Senles, 815년/817년 - 850년/855년)
  - 며느리 이름 미상, 니벨룽기드 가문 출신

## 기타
822년 경건왕 루트비히는 유월절 때 아르덴의 부지에(Vouziers)와 아팅기(Attigny)의 수도원에서 교황 파스칼 1세 앟에서 베른하르트가 죽은 것과 충실한 조언자인 베네딕트의 병사 등 대해 자신의 부덕함을 탓하는 공개 참회와 속죄 의식을 올리기도 했다. 그러나 경건왕 이는 루트비히 자신의 정치적 권위를 깎는 요인이 되었다.

## 같이 보기
- 이탈리아
- 피피노
- 샤를마뉴
- 루트비히 1세

## 참고 자료
- McKitterick, Rosamond, The Frankish Kingdoms under the Carolingians
- Riché, Pierre, The Carolingians
- McKitterick, Rosamond, The New Cambridge History, 700–900
- Ernst Ludwig Dümmler: Bernhard (Unterkönig von Italien). In: Allgemeine Deutsche Biographie (ADB). Band 2, Duncker & Humblot, Leipzig 1875, S. 419–421.
- Steffen Patzold: Zwischen Gerichtsurteil und politischem Mord: Der rätselhafte Tod König Bernhards von Italien im Jahr 818. In: Georg Schild, Anton Schindling (Hrsg.): Politische Morde in der Geschichte. Von der Antike bis zur Gegenwart, Paderborn u.a. 2012, S. 37–54.
- Rudolf Schieffer: Die Karolinger. 5. aktualisierte Auflage. Kohlhammer, Stuttgart 2014, ISBN 978-3-17-023383-6.